# نظرية التخلل
في الرياضيات، تصف نظرية التخلل أو نظرية التطعيم (بالإنجليزية: Percolation theory)‏ سلوك العقد المتصلة في خط بياني عشوائي. تشمل تطبيقات هذه النظرية بشكل أساسي مجال علوم المواد الهندسية (طالع تخلل) وبالإضافة إلى مجالات أخرى تتعلق بالترشيح.
و ترتبط هذه النظرية بالنظرية الكسيرية.